# Pemzashen
Pemzashen (en arménien Պեմզաշեն) est une communauté rurale du marz de Shirak en Arménie. En 2008, elle compte 3 657 habitants.